# Connecticut kormányzóinak listája
Ez a lista az Amerikai Egyesült Államok Connecticut államának kormányzóit sorolja föl.Bár Connecticut első európai telepesei hollandok voltak, az első nagyobb településeket – Connecticut, Saybrook, New Haven - angolok alapították az 1630-as években, Thomas Hooker vezetésével. 1662-ben a különálló kolóniák királyi statútum alatt egyesültek, ezzel Connecticut koronagyarmattá vált. A gyarmat egyike volt annak a 13 gyarmatnak, amely fellázadt a brit uralom ellen az amerikai függetlenségi háború során. Az akkor alakuló Egyesült Államokhoz ötödikként 1788. január 9-én csatlakozott.
A kormányzói széket négy évre lehet elnyerni, s nincs kikötés, hogy hányszor lehet újraválasztani az adott kormányzót.
Jelenleg a 88. kormányzó (ebből 15 kormányzó a koloniális időszakból volt), a Demokrata Párthoz tartozó Ned Lamont tölti be a tisztséget 2019. január 9. óta. A jelenleg hivatalban lévő alkormányzó a szintén demokrata Susan Bysiewicz.

## Párthovatartozás
| Párt                   | Kormányzók |
| ---------------------- | ---------- |
| Demokrata              | 23         |
| Republikánus           | 32         |
| Föderalista            | 7          |
| Whig                   | 6          |
| Demokrata-Republikánus | 2          |
| Connecticut párt       | 1          |
| Amerika párt           | 1          |
| Jackson-ellenes        | 1          |

## Koloniális kormányzók
Connecticut első 15 kormányzója (ez 31 terminust jelent, melyet 15 személy töltött be) az angol uralkodó által kinevezett kormányzó volt. A Connecticut State Library őket is kormányzóként számolja, s a független kormányzók listáját így a 16. sorszámtól kezdi meg.
| #  | Kormányzó                          | Kormányzói szolgálat kezdete | Kormányzói szolgálat vége |
| -- | ---------------------------------- | ---------------------------- | ------------------------- |
| 1  | John Haynes                        | 1639                         | 1640                      |
| 2  | Edward Hopkins                     | 1640                         | 1641                      |
| 3  | John Haynes                        | 1641                         | 1642                      |
| 4  | George Wyllys                      | 1642                         | 1643                      |
| 5  | John Haynes                        | 1643                         | 1644                      |
| 6  | Edward Hopkins                     | 1644                         | 1645                      |
| 7  | John Haynes                        | 1645                         | 1646                      |
| 8  | Edward Hopkins                     | 1646                         | 1647                      |
| 9  | John Haynes                        | 1647                         | 1648                      |
| 10 | Edward Hopkins                     | 1649                         | 1650                      |
| 11 | John Haynes                        | 1650                         | 1651                      |
| 12 | Edward Hopkins                     | 1651                         | 1652                      |
| 13 | John Haynes                        | 1652                         | 1653                      |
| 14 | Edward Hopkins                     | 1653                         | 1654                      |
| 15 | John Haynes                        | 1654                         | 1655                      |
| 16 | Edward Hopkins                     | 1655                         | 1656                      |
| 17 | Thomas Welles                      | 1655                         | 1656                      |
| 18 | John Webster                       | 1656                         | 1657                      |
| 19 | John Winthrop the Younger          | 1657                         | 1658                      |
| 20 | Thomas Welles                      | 1658                         | 1659                      |
| 21 | John Winthrop the Younger          | 1659                         | 1676                      |
| 22 | William Leete                      | 1676                         | 1683                      |
| 23 | Robert Treat                       | 1683                         | 1687                      |
| *  | Sir Edmund Andros (adminisztrátor) | 1687                         | 1689                      |
| 23 | Robert Treat                       | 1689                         | 1698                      |
| 24 | Fitz-John Winthrop                 | 1698                         | 1707                      |
| 25 | Gurdon Saltonstall                 | 1708                         | 1724                      |
| 26 | Joseph Talcott                     | 1724                         | 1741                      |
| 27 | Jonathan Law                       | 1741                         | 1750                      |
| 28 | Roger Wolcott                      | 1750                         | 1754                      |
| 29 | Thomas Fitch                       | 1754                         | 1766                      |
| 30 | William Pitkin                     | 1766                         | 1769                      |
| 31 | Jonathan Trumbull                  | 1769                         | 1776                      |

## Kormányzók listája
| Connecticut kormányzóinak listája                                                                                           | Connecticut kormányzóinak listája                                                                                           | Connecticut kormányzóinak listája                                                                                           | Connecticut kormányzóinak listája                                                                                           | Connecticut kormányzóinak listája                                                                                           | Connecticut kormányzóinak listája | Connecticut kormányzóinak listája | Connecticut kormányzóinak listája                                                                                           | Connecticut kormányzóinak listája                                                                                           |
| Connecticut Párt Amerika Párt Demokrata-Republikánus Föderalista Jackson-ellenes Whig Párt Demokrata Párt Republikánus Párt | Connecticut Párt Amerika Párt Demokrata-Republikánus Föderalista Jackson-ellenes Whig Párt Demokrata Párt Republikánus Párt | Connecticut Párt Amerika Párt Demokrata-Republikánus Föderalista Jackson-ellenes Whig Párt Demokrata Párt Republikánus Párt | Connecticut Párt Amerika Párt Demokrata-Republikánus Föderalista Jackson-ellenes Whig Párt Demokrata Párt Republikánus Párt | Connecticut Párt Amerika Párt Demokrata-Republikánus Föderalista Jackson-ellenes Whig Párt Demokrata Párt Republikánus Párt | Connecticut Párt Amerika Párt Demokrata-Republikánus Föderalista Jackson-ellenes Whig Párt Demokrata Párt Republikánus Párt                                   | Connecticut Párt Amerika Párt Demokrata-Republikánus Föderalista Jackson-ellenes Whig Párt Demokrata Párt Republikánus Párt                                                | Connecticut Párt Amerika Párt Demokrata-Republikánus Föderalista Jackson-ellenes Whig Párt Demokrata Párt Republikánus Párt | Connecticut Párt Amerika Párt Demokrata-Republikánus Föderalista Jackson-ellenes Whig Párt Demokrata Párt Republikánus Párt |
| # | Kép | Kormányzó | Hivatalban | Párt | Terminus | További választott (szövetségi) tisztsége | Helyettes | Helyettes |
| --- | --- | --- | --- | --- | --- | --- | --- | --- |
| 16 | | Jonathan Trumbull | 1776. október 10. – 1784. május 13.                                                                                         | FÜGG | 1 (1776) | | Matthew Griswold | |
| 16 | 2 (1777) | Jonathan Trumbull | 1776. október 10. – 1784. május 13.                                                                                         | FÜGG | | | Matthew Griswold | |
| 16 | 3 (1778) | Jonathan Trumbull | 1776. október 10. – 1784. május 13.                                                                                         | FÜGG | | | Matthew Griswold | |
| 16 | 4 (1779) | Jonathan Trumbull | 1776. október 10. – 1784. május 13.                                                                                         | FÜGG | | | Matthew Griswold | |
| 16 | 5 (1780) | Jonathan Trumbull | 1776. október 10. – 1784. május 13.                                                                                         | FÜGG | | | Matthew Griswold | |
| 16 | 6 (1781) | Jonathan Trumbull | 1776. október 10. – 1784. május 13.                                                                                         | FÜGG | | | Matthew Griswold | |
| 16 | 7 (1782) | Jonathan Trumbull | 1776. október 10. – 1784. május 13.                                                                                         | FÜGG | | | Matthew Griswold | |
| 16 | 8 (1783) | Jonathan Trumbull | 1776. október 10. – 1784. május 13.                                                                                         | FÜGG | | | Matthew Griswold | |
| 17 | | Matthew Griswold | 1784. május 13. – 1786. május 11.                                                                                           | | 9 (1784) | | Samuel Huntington | |
| 17 | 10 (1785) | Matthew Griswold | 1784. május 13. – 1786. május 11.                                                                                           | | | | Samuel Huntington | |
| 18 | | Samuel Huntington | 1786. május 11. – 1796. január 5.                                                                                           | | 11 (1786) | A Kontinentális kongresszus elnöke (1779-1781) | Oliver Wolcott | |
| 18 | 12 (1787) | Samuel Huntington | 1786. május 11. – 1796. január 5.                                                                                           | | | A Kontinentális kongresszus elnöke (1779-1781) | Oliver Wolcott | |
| 18 | 13 (1788) | Samuel Huntington | 1786. május 11. – 1796. január 5.                                                                                           | | | A Kontinentális kongresszus elnöke (1779-1781) | Oliver Wolcott | |
| 18 | 14 (1789) | Samuel Huntington | 1786. május 11. – 1796. január 5.                                                                                           | | | A Kontinentális kongresszus elnöke (1779-1781) | Oliver Wolcott | |
| 18 | 15 (1790) | Samuel Huntington | 1786. május 11. – 1796. január 5.                                                                                           | | | A Kontinentális kongresszus elnöke (1779-1781) | Oliver Wolcott | |
| 18 | 16 (1791) | Samuel Huntington | 1786. május 11. – 1796. január 5.                                                                                           | | | A Kontinentális kongresszus elnöke (1779-1781) | Oliver Wolcott | |
| 18 | 17 (1792) | Samuel Huntington | 1786. május 11. – 1796. január 5.                                                                                           | | | A Kontinentális kongresszus elnöke (1779-1781) | Oliver Wolcott | |
| 18 | 18 (1793) | Samuel Huntington | 1786. május 11. – 1796. január 5.                                                                                           | | | A Kontinentális kongresszus elnöke (1779-1781) | Oliver Wolcott | |
| 18 | 19 (1794) | Samuel Huntington | 1786. május 11. – 1796. január 5.                                                                                           | | | A Kontinentális kongresszus elnöke (1779-1781) | Oliver Wolcott | |
| 18 | 20 (1795) | Samuel Huntington | 1786. május 11. – 1796. január 5.                                                                                           | | | A Kontinentális kongresszus elnöke (1779-1781) | Oliver Wolcott | |
| 19 | | Oliver Wolcott | 1796. január 5. – 1797. december 1.                                                                                         | | | Jonathan Trumbull, Jr. | | |
| 19 | 21 (1796) | Oliver Wolcott | 1796. január 5. – 1797. december 1.                                                                                         | | | Jonathan Trumbull, Jr. | | |
| 19 | 22 (1797) | Oliver Wolcott | 1796. január 5. – 1797. december 1.                                                                                         | | | Jonathan Trumbull, Jr. | | |
| 20 | | Jonathan Trumbull Jr. | 1797. december 1. – 1809. augusztus 7.                                                                                      | | Az USA képviselőházának tagja (1789-1795) Az Amerikai Egyesült Államok Kongresszusának képviselőházi elnöke (1791-1793) Az USA szenátusának tagja (1795-1796) | John Treadwell | | |
| 20 | 23 (1798) | Jonathan Trumbull Jr. | 1797. december 1. – 1809. augusztus 7.                                                                                      | | Az USA képviselőházának tagja (1789-1795) Az Amerikai Egyesült Államok Kongresszusának képviselőházi elnöke (1791-1793) Az USA szenátusának tagja (1795-1796) | John Treadwell | | |
| 20 | 24 (1799) | Jonathan Trumbull Jr. | 1797. december 1. – 1809. augusztus 7.                                                                                      | | Az USA képviselőházának tagja (1789-1795) Az Amerikai Egyesült Államok Kongresszusának képviselőházi elnöke (1791-1793) Az USA szenátusának tagja (1795-1796) | John Treadwell | | |
| 20 | 25 (1800) | Jonathan Trumbull Jr. | 1797. december 1. – 1809. augusztus 7.                                                                                      | | Az USA képviselőházának tagja (1789-1795) Az Amerikai Egyesült Államok Kongresszusának képviselőházi elnöke (1791-1793) Az USA szenátusának tagja (1795-1796) | John Treadwell | | |
| 20 | 26 (1801) | Jonathan Trumbull Jr. | 1797. december 1. – 1809. augusztus 7.                                                                                      | | Az USA képviselőházának tagja (1789-1795) Az Amerikai Egyesült Államok Kongresszusának képviselőházi elnöke (1791-1793) Az USA szenátusának tagja (1795-1796) | John Treadwell | | |
| 20 | 27 (1802) | Jonathan Trumbull Jr. | 1797. december 1. – 1809. augusztus 7.                                                                                      | | Az USA képviselőházának tagja (1789-1795) Az Amerikai Egyesült Államok Kongresszusának képviselőházi elnöke (1791-1793) Az USA szenátusának tagja (1795-1796) | John Treadwell | | |
| 20 | 28 (1803) | Jonathan Trumbull Jr. | 1797. december 1. – 1809. augusztus 7.                                                                                      | | Az USA képviselőházának tagja (1789-1795) Az Amerikai Egyesült Államok Kongresszusának képviselőházi elnöke (1791-1793) Az USA szenátusának tagja (1795-1796) | John Treadwell | | |
| 20 | 29 (1804) | Jonathan Trumbull Jr. | 1797. december 1. – 1809. augusztus 7.                                                                                      | | Az USA képviselőházának tagja (1789-1795) Az Amerikai Egyesült Államok Kongresszusának képviselőházi elnöke (1791-1793) Az USA szenátusának tagja (1795-1796) | John Treadwell | | |
| 20 | 30 (1805) | Jonathan Trumbull Jr. | 1797. december 1. – 1809. augusztus 7.                                                                                      | | Az USA képviselőházának tagja (1789-1795) Az Amerikai Egyesült Államok Kongresszusának képviselőházi elnöke (1791-1793) Az USA szenátusának tagja (1795-1796) | John Treadwell | | |
| 20 | 31 (1806) | Jonathan Trumbull Jr. | 1797. december 1. – 1809. augusztus 7.                                                                                      | | Az USA képviselőházának tagja (1789-1795) Az Amerikai Egyesült Államok Kongresszusának képviselőházi elnöke (1791-1793) Az USA szenátusának tagja (1795-1796) | John Treadwell | | |
| 20 | 32 (1807) | Jonathan Trumbull Jr. | 1797. december 1. – 1809. augusztus 7.                                                                                      | | Az USA képviselőházának tagja (1789-1795) Az Amerikai Egyesült Államok Kongresszusának képviselőházi elnöke (1791-1793) Az USA szenátusának tagja (1795-1796) | John Treadwell | | |
| 20 | 33 (1808) | Jonathan Trumbull Jr. | 1797. december 1. – 1809. augusztus 7.                                                                                      | | Az USA képviselőházának tagja (1789-1795) Az Amerikai Egyesült Államok Kongresszusának képviselőházi elnöke (1791-1793) Az USA szenátusának tagja (1795-1796) | John Treadwell | | |
| 20 | 34 (1809) | Jonathan Trumbull Jr. | 1797. december 1. – 1809. augusztus 7.                                                                                      | | Az USA képviselőházának tagja (1789-1795) Az Amerikai Egyesült Államok Kongresszusának képviselőházi elnöke (1791-1793) Az USA szenátusának tagja (1795-1796) | John Treadwell | | |
| 21 | | John Treadwell | 1809. augusztus 7. – 1811. május 9.                                                                                         | | | Roger Griswold | | |
| 21 | 35 (1810) | John Treadwell | 1809. augusztus 7. – 1811. május 9.                                                                                         | | | Roger Griswold | | |
| 22 | | Roger Griswold | 1811. május 9. – 1812. október 25.                                                                                          | | 36 (1811) | Az USA képviselőházának tagja (1795–1805) | John Cotton Smith | |
| 22 | 37 (1812) | Roger Griswold | 1811. május 9. – 1812. október 25.                                                                                          | | | Az USA képviselőházának tagja (1795–1805) | John Cotton Smith | |
| 23 | | John Cotton Smith | 1812. október 25. – 1817. május 8.                                                                                          | | Az USA képviselőházának tagja (1800–1806) | Chauncey Goodrich (Elhunyt: 1815. augusztus 18.) | | |
| 23 | 39 (1813) | John Cotton Smith | 1812. október 25. – 1817. május 8.                                                                                          | | Az USA képviselőházának tagja (1800–1806) | Chauncey Goodrich (Elhunyt: 1815. augusztus 18.) | | |
| 23 | 40 (1814) | John Cotton Smith | 1812. október 25. – 1817. május 8.                                                                                          | | Az USA képviselőházának tagja (1800–1806) | Chauncey Goodrich (Elhunyt: 1815. augusztus 18.) | | |
| 23 | 41 (1815) | John Cotton Smith | 1812. október 25. – 1817. május 8.                                                                                          | | Az USA képviselőházának tagja (1800–1806) | Chauncey Goodrich (Elhunyt: 1815. augusztus 18.) | | |
| 23 | Széküresedés | John Cotton Smith | 1812. október 25. – 1817. május 8.                                                                                          | | Az USA képviselőházának tagja (1800–1806) | | | |
| 23 | 42 (1816) | John Cotton Smith | 1812. október 25. – 1817. május 8.                                                                                          | Jonathan Ingersoll (Elhunyt: 1823. január 12.)                                                                              | Az USA képviselőházának tagja (1800–1806) | | | |
| 24 | | Oliver Wolcott Jr. | 1817. május 8. – 1827. május 2.                                                                                             | Jonathan Ingersoll (Elhunyt: 1823. január 12.)                                                                              | | 43 (1817) | Az USA pénzügyminisztere (1795–1800)                                                                                        | |
| 24 | 44 (1818) | Oliver Wolcott Jr. | 1817. május 8. – 1827. május 2.                                                                                             | Jonathan Ingersoll (Elhunyt: 1823. január 12.)                                                                              | | | Az USA pénzügyminisztere (1795–1800)                                                                                        | |
| 24 | 45 (1819) | Oliver Wolcott Jr. | 1817. május 8. – 1827. május 2.                                                                                             | Jonathan Ingersoll (Elhunyt: 1823. január 12.)                                                                              | | | Az USA pénzügyminisztere (1795–1800)                                                                                        | |
| 24 | 46 (1820) | Oliver Wolcott Jr. | 1817. május 8. – 1827. május 2.                                                                                             | Jonathan Ingersoll (Elhunyt: 1823. január 12.)                                                                              | | | Az USA pénzügyminisztere (1795–1800)                                                                                        | |
| 24 | 47 (1821) | Oliver Wolcott Jr. | 1817. május 8. – 1827. május 2.                                                                                             | Jonathan Ingersoll (Elhunyt: 1823. január 12.)                                                                              | | | Az USA pénzügyminisztere (1795–1800)                                                                                        | |
| 24 | 48 (1822) | Oliver Wolcott Jr. | 1817. május 8. – 1827. május 2.                                                                                             | Jonathan Ingersoll (Elhunyt: 1823. január 12.)                                                                              | | | Az USA pénzügyminisztere (1795–1800)                                                                                        | |
| 24 | Széküresedés | Oliver Wolcott Jr. | 1817. május 8. – 1827. május 2.                                                                                             | | | | Az USA pénzügyminisztere (1795–1800)                                                                                        | |
| 24 | 49 (1823) | Oliver Wolcott Jr. | 1817. május 8. – 1827. május 2.                                                                                             | David Plant | | | Az USA pénzügyminisztere (1795–1800)                                                                                        | |
| 24 | 50 (1824) | Oliver Wolcott Jr. | 1817. május 8. – 1827. május 2.                                                                                             | David Plant | | | Az USA pénzügyminisztere (1795–1800)                                                                                        | |
| 24 | 51 (1825) | Oliver Wolcott Jr. | 1817. május 8. – 1827. május 2.                                                                                             | David Plant | | | Az USA pénzügyminisztere (1795–1800)                                                                                        | |
| 24 | 52 (1826) | Oliver Wolcott Jr. | 1817. május 8. – 1827. május 2.                                                                                             | David Plant | | | Az USA pénzügyminisztere (1795–1800)                                                                                        | |
| 25 | | Gideon Tomlinson | 1827. május 2. – 1831. március 2.                                                                                           | | 53 (1827) | Az USA képviselőházának tagja (1819–1827) Az USA szenátusának tagja (1831–1837)                                                                                            | John Samuel Peters | |
| 25 | 54 (1828) | Gideon Tomlinson | 1827. május 2. – 1831. március 2.                                                                                           | | | Az USA képviselőházának tagja (1819–1827) Az USA szenátusának tagja (1831–1837)                                                                                            | John Samuel Peters | |
| 25 | 55 (1829) | Gideon Tomlinson | 1827. május 2. – 1831. március 2.                                                                                           | | | Az USA képviselőházának tagja (1819–1827) Az USA szenátusának tagja (1831–1837)                                                                                            | John Samuel Peters | |
| 25 | 56 (1830) | Gideon Tomlinson | 1827. május 2. – 1831. március 2.                                                                                           | | | Az USA képviselőházának tagja (1819–1827) Az USA szenátusának tagja (1831–1837)                                                                                            | John Samuel Peters | |
| 26 | | John Samuel Peters | 1831. március 2. – 1833. május 1.                                                                                           | | | Thaddeus Betts | | |
| 26 | 57 (1831) | John Samuel Peters | 1831. március 2. – 1833. május 1.                                                                                           | | | Thaddeus Betts | | |
| 26 | 58 (1832) | John Samuel Peters | 1831. március 2. – 1833. május 1.                                                                                           | | | Thaddeus Betts | | |
| 27 | | Henry W. Edwards | 1833. május 1. – 1834. május 7.                                                                                             | | 59 (1833) | Az USA képviselőházának tagja (1819–1823) Az USA szenátusának tagja (1823–1827)                                                                                            | Ebenezer Stoddard | |
| 28 | | Samuel A. Foot | 1834. május 7. – 1835. május 6.                                                                                             | | 60 (1834) | Az USA képviselőházának tagja (1819–1821; 1823–1825; 1833–1834) Az USA szenátusának tagja (1827–1833)                                                                      | Thaddeus Betts | |
| 29 | | Henry W. Edwards | 1835. május 6. – 1838. május 2.                                                                                             | | 61 (1835) | Az USA képviselőházának tagja (1819–1823) Az USA szenátusának tagja (1823–1827)                                                                                            | Ebenezer Stoddard | |
| 29 | 62 (1836) | Henry W. Edwards | 1835. május 6. – 1838. május 2.                                                                                             | | | Az USA képviselőházának tagja (1819–1823) Az USA szenátusának tagja (1823–1827)                                                                                            | Ebenezer Stoddard | |
| 29 | 63 (1837) | Henry W. Edwards | 1835. május 6. – 1838. május 2.                                                                                             | | | Az USA képviselőházának tagja (1819–1823) Az USA szenátusának tagja (1823–1827)                                                                                            | Ebenezer Stoddard | |
| 30 | | William W. Ellsworth | 1838. május 2. – 1842. május 4.                                                                                             | | 64 (1838) | Az USA képviselőházának tagja (1829–1834) | Charles Hawley | |
| 30 | 65 (1839) | William W. Ellsworth | 1838. május 2. – 1842. május 4.                                                                                             | | | Az USA képviselőházának tagja (1829–1834) | Charles Hawley | |
| 30 | 66 (1840) | William W. Ellsworth | 1838. május 2. – 1842. május 4.                                                                                             | | | Az USA képviselőházának tagja (1829–1834) | Charles Hawley | |
| 30 | 67 (1841) | William W. Ellsworth | 1838. május 2. – 1842. május 4.                                                                                             | | | Az USA képviselőházának tagja (1829–1834) | Charles Hawley | |
| 31 | | Chauncey Fitch Cleveland | 1842. május 4. – 1844. május 1.                                                                                             | | 68 (1842) | Az USA képviselőházának tagja (1849–1853) | William S. Holabird | |
| 31 | 69 (1843) | Chauncey Fitch Cleveland | 1842. május 4. – 1844. május 1.                                                                                             | | | Az USA képviselőházának tagja (1849–1853) | William S. Holabird | |
| 32 | | Roger Sherman Baldwin | 1844. május 1. – 1846. május 6.                                                                                             | | 70 (1844) | Az USA szenátusának tagja (1847–1851) | Reuben Booth | |
| 32 | 71 (1845) | Roger Sherman Baldwin | 1844. május 1. – 1846. május 6.                                                                                             | | | Az USA szenátusának tagja (1847–1851) | Reuben Booth | |
| 33 | | Isaac Toucey | 1846. május 6. – 1847. május 5.                                                                                             | | 72 (1846) | Az USA képviselőházának tagja (1835–1839) Az USA szenátusának tagja (1852–1857) Az USA igazságügyi államtitkára (1848-1849) Az USA tengerészeti államtitkára (1857-1861)   | Noyes Billings | |
| 34 | | Clark Bissell | 1847. május 5. – 1849. május 2.                                                                                             | | 73 (1847) | | Charles J. McCurdy | |
| 34 | 74 (1848) | Clark Bissell | 1847. május 5. – 1849. május 2.                                                                                             | | | | Charles J. McCurdy | |
| 35 | | Joseph Trumbull | 1849. május 2. – 1850. május 4.                                                                                             | | 75 (1849) | Az USA képviselőházának tagja (1834–1835; 1839-1843) | Thomas Backus | |
| 36 | | Thomas H. Seymour | 1850. május 4. – 1853. október 13.                                                                                          | | 76 (1850) | Az USA képviselőházának tagja (1843–1845) Az USA nagykövete az Orosz Birodalomban (1853-1858)                                                                              | Charles H. Pond | |
| 36 | 77 (1851) | Thomas H. Seymour | 1850. május 4. – 1853. október 13.                                                                                          | Green Kendrick | | Az USA képviselőházának tagja (1843–1845) Az USA nagykövete az Orosz Birodalomban (1853-1858)                                                                              | | |
| 36 | 78 (1852) | Thomas H. Seymour | 1850. május 4. – 1853. október 13.                                                                                          | Charles H. Pond | | Az USA képviselőházának tagja (1843–1845) Az USA nagykövete az Orosz Birodalomban (1853-1858)                                                                              | | |
| 36 | 79 (1853) | Thomas H. Seymour | 1850. május 4. – 1853. október 13.                                                                                          | Charles H. Pond | | Az USA képviselőházának tagja (1843–1845) Az USA nagykövete az Orosz Birodalomban (1853-1858)                                                                              | | |
| 37 | | Charles H. Pond | 1853. október 13. – 1854. május 3.                                                                                          | | | Széküresedés | Széküresedés | |
| 38 | | Henry Dutton | 1854. május 3. – 1855. május 2.                                                                                             | | 80 (1854) | | Alexander H. Holley | |
| 39 | | William T. Minor | 1855. május 2. – 1857. május 6.                                                                                             | | 81 (1855) | | William Field | |
| 39 | 82 (1856) | William T. Minor | 1855. május 2. – 1857. május 6.                                                                                             | Albert Day | | | | |
| 40 | | Alexander H. Holley | 1857. május 6. – 1858. május 5.                                                                                             | | 83 (1857) | | Alfred A. Burnham | |
| 41 | | William A. Buckingham | 1858. május 5. – 1866. május 2.                                                                                             | | 84 (1858) | Az USA szenátusának tagja (1869–1875) | Julius Catlin | |
| 41 | 85 (1859) | William A. Buckingham | 1858. május 5. – 1866. május 2.                                                                                             | | | Az USA szenátusának tagja (1869–1875) | Julius Catlin | |
| 41 | 86 (1860) | William A. Buckingham | 1858. május 5. – 1866. május 2.                                                                                             | | | Az USA szenátusának tagja (1869–1875) | Julius Catlin | |
| 41 | 87 (1861) | William A. Buckingham | 1858. május 5. – 1866. május 2.                                                                                             | Benjamin Douglas | | Az USA szenátusának tagja (1869–1875) | | |
| 41 | 88 (1862) | William A. Buckingham | 1858. május 5. – 1866. május 2.                                                                                             | Roger Averill | | Az USA szenátusának tagja (1869–1875) | | |
| 41 | 89 (1863) | William A. Buckingham | 1858. május 5. – 1866. május 2.                                                                                             | Roger Averill | | Az USA szenátusának tagja (1869–1875) | | |
| 41 | 90 (1864) | William A. Buckingham | 1858. május 5. – 1866. május 2.                                                                                             | Roger Averill | | Az USA szenátusának tagja (1869–1875) | | |
| 41 | 91 (1865) | William A. Buckingham | 1858. május 5. – 1866. május 2.                                                                                             | Roger Averill | | Az USA szenátusának tagja (1869–1875) | | |
| 42 | | Joseph R. Hawley | 1866. május 2. – 1867. május 1.                                                                                             | | 92 (1866) | Az USA képviselőházának tagja (1872–1875; 1879-1881) Az USA szenátusának tagja (1881–1905)                                                                                 | Oliver Winchester | |
| 43 | | James E. English | 1867. május 1. – 1869. május 5.                                                                                             | | 93 (1867) | Az USA képviselőházának tagja (1861–1865) Az USA szenátusának tagja (1875–1876)                                                                                            | Ephraim H. Hyde | |
| 43 | 94 (1868) | James E. English | 1867. május 1. – 1869. május 5.                                                                                             | | | Az USA képviselőházának tagja (1861–1865) Az USA szenátusának tagja (1875–1876)                                                                                            | Ephraim H. Hyde | |
| 44 | | Marshall Jewell | 1869. május 5. – 1870. május 4.                                                                                             | | 95 (1869) | Az USA főpostamestere (1874-1876) Az USA-t képviselő miniszter az Orosz Birodalomban (1873-1874)                                                                           | Francis Wayland | |
| 45 | | James E. English | 1870. május 4. – 1871. május 16                                                                                             | | 96 (1870) | Az USA képviselőházának tagja (1861–1865) Az USA szenátusának tagja (1875–1876)                                                                                            | Julius Hotchkiss | |
| 45 | 97 (1871) | James E. English | 1870. május 4. – 1871. május 16                                                                                             | | | Az USA képviselőházának tagja (1861–1865) Az USA szenátusának tagja (1875–1876)                                                                                            | Julius Hotchkiss | |
| 46 | | Marshall Jewell | 1871. május 16. – 1873. május 7.                                                                                            | | Az USA főpostamestere (1874-1876) Az USA-t képviselő miniszter az Orosz Birodalomban (1873-1874)                                                              | Morris Tyler | | |
| 46 | 98 (1872) | Marshall Jewell | 1871. május 16. – 1873. május 7.                                                                                            | | Az USA főpostamestere (1874-1876) Az USA-t képviselő miniszter az Orosz Birodalomban (1873-1874)                                                              | Morris Tyler | | |
| 47 | | Charles R. Ingersoll | 1873. május 7. – 1877. január 3.                                                                                            | | 99 (1873) | | George G. Sill | |
| 47 | 100 (1874) | Charles R. Ingersoll | 1873. május 7. – 1877. január 3.                                                                                            | | | | George G. Sill | |
| 47 | 101 (1875) | Charles R. Ingersoll | 1873. május 7. – 1877. január 3.                                                                                            | | | | George G. Sill | |
| 48 | | Richard D. Hubbard | 1877. január 3. – 1879. január 9.                                                                                           | | 102 (1876) | Az USA képviselőházának tagja (1867–1869) | Francis Loomis | |
| 49 | | Charles B. Andrews | 1879. január 9. – 1881. január 5.                                                                                           | | 103 (1878) | | David Gallup | |
| 50 | | Hobart B. Bigelow | 1881. január 5. – 1883. január 3.                                                                                           | | 104 (1880) | | William H. Bulkeley | |
| 51 | | Thomas M. Waller | 1883. január 3. – 1885. január 8.                                                                                           | | 105 (1882) | | George G. Sumner | |
| 52 | | Henry B. Harrison | 1885. január 8. – 1887. január 7.                                                                                           | | 106 (1884) | | Lorrin A. Cooke | |
| 53 | | Phineas C. Lounsbury | 1887. január 7. – 1889. január 10.                                                                                          | | 107 (1886) | | James L. Howard | |
| 54 | | Morgan G. Bulkeley | 1889. január 10. – 1893. január 4.                                                                                          | | 108 (1888) | Az USA szenátusának tagja (1905–1911) | Samuel E. Merwin | |
| 54 | 109 (1890) | Morgan G. Bulkeley | 1889. január 10. – 1893. január 4.                                                                                          | | | Az USA szenátusának tagja (1905–1911) | Samuel E. Merwin | |
| 55 | | Luzon B. Morris | 1893. január 4. – 1895. január 9.                                                                                           | | 110 (1892) | | Ernest Cady | |
| 56 | | Owen Vincent Coffin | 1895. január 9. – 1897. január 6.                                                                                           | | 111 (1894) | | Lorrin A. Cooke | |
| 57 | | Lorrin A. Cooke | 1897. január 6. – 1899. január 4.                                                                                           | | 112 (1896) | | James D. Dewell | |
| 58 | | George E. Lounsbury | 1899. január 4. – 1901. január 9.                                                                                           | | 113 (1898) | | Lyman A. Mills | |
| 59 | | George P. McLean | 1901. január 9. – 1903. január 7.                                                                                           | | 114 (1900) | Az USA szenátusának tagja (1911–1929) | Edwin O. Keeler | |
| 60 | | Abiram Chamberlain | 1903. január 7. – 1905. január 4.                                                                                           | | 115 (1902) | | Henry Roberts | |
| 61 | | Henry Roberts | 1905. január 4. – 1907. január 9.                                                                                           | | 116 (1904) | | Rollin S. Woodruff | |
| 62 | | Rollin S. Woodruff | 1907. január 9. – 1909. január 6.                                                                                           | | 117 (1906) | | Everett J. Lake | |
| 63 | | George L. Lilley | 1909. január 6. – 1909. április 21.                                                                                         | | 118 (1908) | Az USA képviselőházának tagja (1903–1909) | Frank B. Weeks | |
| 64 | | Frank B. Weeks | 1909. április 21. – 1911. január 4.                                                                                         | | 118 (1908) | | Széküresedés | Széküresedés |
| 65 | | Simeon E. Baldwin | 1911. január 4. – 1915. január 6.                                                                                           | | 119 (1910) | | Dennis A. Blakeslee | |
| 65 | 120 (1912) | Simeon E. Baldwin | 1911. január 4. – 1915. január 6.                                                                                           | Lyman T. Tingier | | | | |
| 66 | | Marcus H. Holcomb | 1915. január 6. – 1921. január 5.                                                                                           | | 121 (1914) | | Clifford B. Wilson | |
| 66 | 122 (1916) | Marcus H. Holcomb | 1915. január 6. – 1921. január 5.                                                                                           | | | | Clifford B. Wilson | |
| 66 | 123 (1918) | Marcus H. Holcomb | 1915. január 6. – 1921. január 5.                                                                                           | | | | Clifford B. Wilson | |
| 67 | | Everett J. Lake | 1921. január 5. – 1923. január 3.                                                                                           | | 124 (1920) | | Charles A. Templeton | |
| 68 | | Charles A. Templeton | 1923. január 3. – 1925. január 7.                                                                                           | | 125 (1922) | | Hiram Bingham III | |
| 69 | | Hiram Bingham III | 1925. január 7. – 1925. január 8.                                                                                           | | 126 (1924) | | John H. Trumbull | |
| 70 | | John H. Trumbull | 1925. január 8. – 1931. január 7.                                                                                           | | 126 (1924) | | J. Edwin Brainard | |
| 70 | 127 (1926) | John H. Trumbull | 1925. január 8. – 1931. január 7.                                                                                           | | | | J. Edwin Brainard | |
| 70 | 128 (1928) | John H. Trumbull | 1925. január 8. – 1931. január 7.                                                                                           | Ernest E. Rogers | | | | |
| 71 | | Wilbur Lucius Cross | 1931. január 7. – 1939. január 4.                                                                                           | | 129 (1930) | | Samuel R. Spencer | |
| 71 | 130 (1932) | Wilbur Lucius Cross | 1931. január 7. – 1939. január 4.                                                                                           | Roy C. Wilcox | | | | |
| 71 | 131 (1934) | Wilbur Lucius Cross | 1931. január 7. – 1939. január 4.                                                                                           | T. Frank Hayes | | | | |
| 71 | 132 (1936) | Wilbur Lucius Cross | 1931. január 7. – 1939. január 4.                                                                                           | T. Frank Hayes | | | | |
| 72 | | Raymond E. Baldwin | 1939. január 4. – 1941. január 8.                                                                                           | | 133 (1938) | Az USA szenátusának tagja (1946–1949) | James L. McConaughy | |
| 73 | | Robert A. Hurley | 1941. január 8. – 1943. január 6.                                                                                           | | 134 (1940) | | Odell Shepard | |
| 74 | | Raymond E. Baldwin | 1943. január 6. – 1946. december 27.                                                                                        | | 135 (1942) | Az USA szenátusának tagja (1946–1949) | William L. Hadden | |
| 74 | 136 (1944) | Raymond E. Baldwin | 1943. január 6. – 1946. december 27.                                                                                        | Charles W. Snow | | Az USA szenátusának tagja (1946–1949) | | |
| 75 | 136 (1944) | | Charles W. Snow | 1946. december 27. – 1947. január 8.                                                                                        | | | Széküresedés | Széküresedés |
| 76 | | James L. McConaughy | 1947. január 8. – 1948. március 7.                                                                                          | | 137 (1946) | | James C. Shannon | |
| 77 | | James C. Shannon | 1948. március 7. – 1949. január 5.                                                                                          | | 137 (1946) | | Robert E. Parsons | |
| 78 | | Chester Bowles | 1949. január 5. – 1951. január 3.                                                                                           | | 138 (1948) | Az USA államtitkárhelyettese (1961) Az USA képviselőházának tagja (1959–1961) Az USA nagykövete Indiában (1951-1953; 1963-1969)                                            | William T. Carroll | |
| 79 | | John Davis Lodge | 1951. január 3. – 1955. január 5.                                                                                           | | 139 (1950) | Az USA képviselőházának tagja (1947–1951) Az USA nagykövete Spanyolországban (1955-1961) Az USA nagykövete Argentínában (1969-1973) Az USA nagykövete Svájcban (1983-1985) | Edward N. Allen | |
| 80 | | Abraham A. Ribicoff | 1955. január 5. – 1961. január 21.                                                                                          | | 140 (1954) | Az USA egészségügyi, oktatási és jóléti államtitkára (1961-1962) Az USA képviselőházának tagja (1949–1953) Az USA szenátusának tagja (1963–1981)                           | Charles W. Jewett | |
| 80 | 141 (1958) | Abraham A. Ribicoff | 1955. január 5. – 1961. január 21.                                                                                          | John N. Dempsey | | Az USA egészségügyi, oktatási és jóléti államtitkára (1961-1962) Az USA képviselőházának tagja (1949–1953) Az USA szenátusának tagja (1963–1981)                           | | |
| 81 | 141 (1958) | | John N. Dempsey | 1961. január 21. – 1971. január 6.                                                                                          | | | Anthony J. Armentano | |
| 81 | 142 (1962) | Samuel J. Tedesco (Lemondott: 1966. január 15.)                                                                             | John N. Dempsey | 1961. január 21. – 1971. január 6.                                                                                          | | | | |
| 81 | 142 (1962) | Fred J. Doocy | John N. Dempsey | 1961. január 21. – 1971. január 6.                                                                                          | | | | |
| 81 | 143 (1966) | Attilio R. Frassinelli | John N. Dempsey | 1961. január 21. – 1971. január 6.                                                                                          | | | | |
| 82 | | Thomas J. Meskill | 1971. január 6. – 1975. január 8.                                                                                           | | 144 (1970) | Az USA képviselőházának tagja (1967–1971) | T. Clark Hull (Lemondott: 1973. június 1)                                                                                   | |
| 82 | Peter L. Cashman | Thomas J. Meskill | 1971. január 6. – 1975. január 8.                                                                                           | | 144 (1970) | Az USA képviselőházának tagja (1967–1971) | | |
| 83 | | Ella T. Grasso | 1975. január 8. – 1980. december 31.                                                                                        | | 145 (1974) | Az USA képviselőházának tagja (1971–1975) | Robert K. Killian | |
| 83 | 146 (1978) | Ella T. Grasso | 1975. január 8. – 1980. december 31.                                                                                        | William A. O'Neill | | Az USA képviselőházának tagja (1971–1975) | | |
| 84 | 146 (1978) | | William A. O'Neill | 1980. december 31. – 1991. január 9.                                                                                        | | | Joseph J. Fauliso | |
| 84 | 147 (1982) | | William A. O'Neill | 1980. december 31. – 1991. január 9.                                                                                        | | | Joseph J. Fauliso | |
| 84 | 148 (1986) | | William A. O'Neill | 1980. december 31. – 1991. január 9.                                                                                        | | | Joseph J. Fauliso | |
| 85 | | Lowell P. Weicker, Jr. | 1991. január 9. – 1995. január 4.                                                                                           | | 149 (1990) | Az USA képviselőházának tagja (1969–1971) Az USA szenátusának tagja (1971–1989)                                                                                            | Eunice Groark | |
| 86 | | John G. Rowland | 1995. január 4. – 2004. július 1.                                                                                           | | 150 (1994) | Az USA képviselőházának tagja (1985–1991) | Jodi Rell | |
| 86 | 151 (1998) | John G. Rowland | 1995. január 4. – 2004. július 1.                                                                                           | | | Az USA képviselőházának tagja (1985–1991) | Jodi Rell | |
| 86 | 152 (2002) | John G. Rowland | 1995. január 4. – 2004. július 1.                                                                                           | | | Az USA képviselőházának tagja (1985–1991) | Jodi Rell | |
| 87 | | Jodi Rell | 2004. július 1. – 2011. január 5.                                                                                           | | | Kevin Sullivan | | |
| 87 | 153 (2006) | Jodi Rell | 2004. július 1. – 2011. január 5.                                                                                           | Michael Fedele | | | | |
| 88 | | Dannel Malloy | 2011. január 5. – 2019. január 9.                                                                                           | | 154 (2010) | | Nancy Wyman | |
| 88 | 155 (2014) | Dannel Malloy | 2011. január 5. – 2019. január 9.                                                                                           | | | | Nancy Wyman | |
| 89 | | Ned Lamont | 2019. január 9. – hivatalban                                                                                                | | 156 (2018) | | Susan Bysiewicz | |